# Koto Panjang Dalam
Koto Panjang Dalam is een bestuurslaag in het regentschap Payakumbuh van de provincie West-Sumatra, Indonesië. Koto Panjang Dalam telt 1752 inwoners (volkstelling 2010).